# Eobrachycentrus niigatae
Eobrachycentrus niigatae är en nattsländeart som först beskrevs av Kobayashi 1968.  Eobrachycentrus niigatae ingår i släktet Eobrachycentrus och familjen bäcknattsländor. Inga underarter finns listade i Catalogue of Life.